# Miroslav Milý
Miroslav Milý (20. dubna 1961 Přerov) je bývalý československý sportovní plavec. 

## Sportovní kariéra
Narodil se do plavecké rodiny, ale odmalička ho sportovní aktivity příliš nelákaly. Plavat se nakonec naučil až v 6 letech, když ho kamarádi za úplatu polárkovým dortem hodili do vody a ukázali mu, jak se vody nebát. Jeho matka Eva (roz. Janovská) patřila k předním přerovským závodním plavkyním v padesátých letech dvacátého století a po skončení sportovní činnosti vedla plavecké kurzy v oddíle přerovské Lokomotivy. Otec Miroslav st. byl také plavecký trenér a sportovní funkcionář a od 7 let se mu krátce jako trenér věnoval. V 9 letech nastoupil na dráhu závodního plavce a začal postupně s dvoufázovou přípravou pod vedením své matky. Specializoval se na plavecký styl prsa.
Jako dorostenec se poprvé účastnil větší sportovní akce mladých sportovců ze socialistických zemí Družba v Lipsku v roce 1975. V roce 1976 zvládl v srpnu v krátkém sledu odplavat závody juniorského mistrovství Evropy v Oslo a za necelých 14 dní před domácím publikem v Praze-Podolí i plaveckou družbu. Z družby si přivezl domů dvě bronzové medaile ze 100 m prsa a s polohovou štafetou.
Od roku 1977 se začal výrazně prosazovat mezi muži a až do roku 1980 odolával vábení některého ze středisek vrcholového sportu (SVS). Až do roku 1979 se tak připravoval v neadekvátních sportovních podmínkách, v atypickém bazénu z první republiky o rozměrech 12,5×5 m, v přerovské ulici Za mlýnem (Lázně Černá). Teprve v roce 1978 byla v Přerově v akci Z dokončena krytá plavecká hala s 50 m bazénem, kterou z velké části zafinancovaly Přerovské strojírny. V roce 1979 přešel s plaveckým oddílem z TJ Lokomotiva do TJ Spartak Přerovské strojírny Přerov.

### Přestup z Přerova do Prahy v roce 1980 a vážný úraz v roce 1981
Po maturitě na přerovském gymnáziu v olympijském roce 1980 složil přijímací zkoušky na VŠE v Praze a na podzim byl zařazen do střediska vrcholového sportu ministerstva školství k trenéru Rudolfu Poledníkovi. Krátce na to přestoupil i do plaveckého klubu pražských vysokoškoláků. Milý patřil k typům špičkových plavců, kteří byli jinak sportovními antitalenty. Jakokákoliv jiná tělesná cvičení, jiná sportovní aktivita mu činila potíže. V plaveckém tréninku však uměl zabrat a v SVS ho v rámci vrcholové přípravy nešetřili ani v technicko-gymnastických prvcích jako doma v Přerově. 
V přípravě v letní sezóně 1981 si začátkem června zlomil dva krční obratle. Při tréninku spadnul/přepadnul z bloků do vody a narazil hlavou o dno. Kompresivní zlomenina pátého a šestého krčního obratle ho upoutala na tři měsíce do sádrového krunýře. Během rekonvalescence přibral 12 kg. Na podzim se vrátil k tréninku, ale měl od lékařů zakázáno skákat do vody po hlavě minimálně do konce kalendářního roku. Následný první skok po hlavě tzv. šipka po zranění byl psychicky náročný.

### Návrat po zranění – výborné zimní výkony, slabší létní 1982-1983, první start na ME v 22 letech
Návrat po vážném úrazu mezi československou plaveckou špičku se v roce 1982 vydařil. Po psychické stránce mu pomohl trenér Rudolf Poledník, který ho v období depresívních stavů ujišťoval, že s ním stále počítá. V zimní sezóně překonal letitý československý rekord na 200 m prsa časem 2:26,56 a tento rekord stáhl do konce zimní sezóny na 2:25,30. Další den překonal poprvé československý rekord na 100 m prsa časem 1:06,37. Mezistátní pětiutkání reprezentačních družstev v německém Sindelfingenu, na kterém oba rekordy zaplaval, však bylo poznamenáno emigrací pěti československých plavců v čele Miloslavem Roľkem. Jeho cílem pro letní sezónu byl start na srpnovém mistrovství světa v ekvádorském Guayaquilu, ale nesplnil náročná kritéria československého plaveckého svazu – na 200 m prsa plavali nejlepší světoví plavci v roce 1982 časy pod 140 sekund (2:20).
V zimní sezóně 1983 se po mírné letní stagnaci opět zlepšoval. Na březnovém zimním mistrovství republiky vylepšil své československé rekord na obou prsařských tratích – 100 m (1:06,09) a 200 m (2:23,09) prsa. V červenci se však dostal jako loňské léto do útlumu. Na letní mistrovství republiky dokonce prohrál na své královské trati 200 m prsa s martinským Igorem Bukovským. Nominaci na mistrovství Evropy v Římě však měl prakticky jistou kvůli sehrané reprezentační polohové štafetě na 4×100 m. Při svém úvodním startu na mistrovství Evropy plaval v rozplavbách čas 1:06,33 na hranici osobního rekordu 1:06,09, který stačil na postup do B-finále. V odpoledním B-finále skončil na 7. místě (celkově 15.) v čase 1:06,80. V závodě na 200 m prsa mu výsledným časem 2:23,09 v rozplavbách chybělo 29 setin k postupu do A-finále. Odpolední B-finále se mu nepovedly a časem 2:25,32 zopakoval celkové 15. místo z poloviční disciplíny. Na závěr mistrovství plaval druhý prsařský úsek polohové štafety 4×100 m. Před letní sezónou ambiciózní polohová štafeta působila unaveným dojmem a skončila v rozplavbách na předposledním 11. místě.

### Olympijský rok 1984
V přípravě na zimní sezónu 1984 zapracoval na rychlosti, aby byl skutečně platným členem polohové štafety na 4×100 m na olympijských hrách v Los Angeles. Na březnovém zimním mistrovství republiky v Brně zlepšil vlastní československý rekord 1:06,09 na 100 m prsa o více než sekundu na 1:05,08. Další den rozjel úvodní část 200 m prsa na československý rekord, ale nasazené tempo nevydržel a v cíli dohmátl v čase 2:25,02. V rozhovoru po mistrovství tak vyjádřil mírnou nespokojenost se svými výsledky „mohlo to být lepší“.
14. května vyšlo v tisku oficiální prohlášení o neúčasti Československa na olympijských hrách v Los Angeles. V důsledku tohoto politického rozhodnutí vypustil letní plaveckou sezónu. Jak čerstvý absolvent VŠE a ženatý muž nastoupil základní vojenskou službu.

### Rozpačité mistrovství Evropy 1985 a zdravotní problémy 1986
Zimní sezóna 1985 se po poprvé po letech nepovedla podle představ. Podstatnou její část promarodil vleklým zánětem nosohltanu. Po celý rok 1985 zůstal daleko za svými osobními rekordy. Stále však potvrzoval roli nejlepšího československého prsaře. Nominaci na srpnové mistrovství Evropy v Sofii měl prakticky jistou kvůli zařazení polohové štafety na 4×100m. Při individuálních startech na 100 m prsa skončil v čase 1:06,19 na celkovém 20. místě a nepovedl se mu závod na 200 m prsa, kde obsadil až 22. místo za podprůměrný čas 2:27,55. Závěrečný den mistrovství nastoupil do polohové štafety 4×100 m a na svém druhém prsařském úseku zabojoval. Od Jana Bidrmana přebíral štafetu na posledním místě a při předávce vyrovnal ztrátu na štafety Řecka a Bulharska. V rozplavbách nakonec chybělo štafetě více štěstí, skončila na prvním nepostupovém 9. místě v čase 3:52,54, 41 setin od postupu do finále.
Na podzim přestoupil ke sportovní rotě TJ Rudá hvězda Praha. Před novou sezónou se vyjádřil, že má myšlenky na ukončení sportovní kariéry. Doma měl mladou rodinu, syna Matěje. To se odrazilo na jeho celkové přípravě na sezónu 1986. V dubnu šéftrenér reprezentace Jan Passer uvedl, že Milý má zdravotní problémy trvalejšího rázu a nelze již počítat s jeho návratem k bazénu.
Po skončení sportovní kariéry se vrátil domů na Přerovsko. Působí jako jeden z trenérů v domovském oddíle TJ Spartak Přerov (Plavání Přerov).